# Jeb Bush
John Ellis "Jeb" Bush (Midland, 11. veljače 1953.) američki je poduzetnik, politolog i političar, guverner savezne države Floride između 1999. i 2007.
Odrastao je u teksaškom gradu Houstonu, kao drugi sin američkog predsjednika Georgea Herberta Walkera Busha i njegove supruge Barbare Bush. Mlađi je brat Georgea Walkera Busha, 43. predsjednika Sjedinjenih Država. Diplomirao je na Phillipsovoj akademiji u Massachusettsu, a doktorat iz politologije je stekao na Teksaškom sveučilištu u Austinu s disertacijom na temu vanjskih odnosa s državama Latinske Amerike. Početkom 1980-ih preselio se na Floridu, gdje se isprva bavio nekretninama, ali se 1988. godine uključuje u očevu predsjedničku kampanju.
Na izborima za guvernera Floride 1994. izabran je za kandidata Republikanske stranke, ali je izgubio od demokratskog protukandidata Lawtona Chilesa. Ipak, na sljedećim izborima četiri godine kasnije pobjeđuje demokratskog protukandidata Billa McBridea s 55 % osvojenih glasova i postaje guvernerom Floride. Isti uspjeh polučio je na izborima 2002. godine, i tako postao prvi republikanski guverner Floride s dva uzastopna mandata. Bio je jedan od kandidata Republikanske stranke za Predsjedničke izbore 2016. godine, ali nije uspio dobiti nominaciju.
Osim engleskog, tečno govori i španjolski jezik. Nakon što se vjenčao sa španjolskom povjesničarkom Columbom Gallom, prešao je s anglikanstva na katoličanstvo.

## Vanjske poveznice
- Životopis na www.biography.com (engl.)
- Jeb Bush u pismohrani novina Miami Herald (engl.)
- Jeb Bush u pismohrani novina Tampa Bay Times (engl.)
- Jeb Bush u pismohrani novina The New York Times (engl.)
- Jeb Bush prestao biti savjetnik u banci Barclays